# Raphael Warnock
Raphael Gamaliel Warnock (Savannah, 23 luglio 1969) è un pastore protestante e politico statunitense, senatore per lo stato della Georgia dal 2021 e primo afroamericano ad essere eletto in Georgia. Warnock è stato il parroco anziano di Douglas Memorial Community Church fino al 2005, quando divenne pastore senior della Ebenezer Baptist Church ad Atlanta. Warnock, esponente del Partito Democratico, è venuto alla ribalta nella politica della Georgia come uno dei principali attivisti nella campagna per espandere Medicaid ai sensi dell'Affordable Care Act.

## Biografia
Warnock è nato a Savannah, in Georgia È cresciuto in case popolari come undicesimo di dodici figli nati da Verlene e Jonathan Warnock, entrambi pastori pentecostali. Suo padre prestò servizio nell'esercito degli Stati Uniti durante la seconda guerra mondiale, dove imparò meccanica e saldatura automobilistica, e successivamente aprì una piccola attività di restauro di auto demolite per la rivendita..
Sua madre raccoglieva da adolescente cotone e tabacco nelle estati a Waycross, in Georgia.
Warnock ha studiato alla Sol C. Johnson High School e, avendo voluto seguire le orme di Martin Luther King Jr., ha frequentato il Morehouse College, dove si è laureato in psicologia. Ha poi conseguito il Master in Filosofia presso l'Union Theological Seminary, una scuola affiliata alla Columbia University.

### Attività religiosa
Negli anni 1990, Warnock è stato assistente pastore presso l'Abyssinian Baptist Church di New York. Negli anni 2000, pastore senior presso la Douglas Memorial Community Church di Baltimora, nel Maryland. Durante quel periodo, Warnock è stato arrestato e accusato di aver ostacolato un'indagine della polizia su sospetti abusi sui minori in un campo gestito dalla chiesa. Le accuse sono state successivamente ritirate con il riconoscimento da parte del procuratore dello Stato che si era trattato di un "errore di comunicazione", aggiungendo che Warnock aveva aiutato le indagini e che l'accusa sarebbe stata uno spreco di risorse. Warnock ha sostenuto di essere intervenuto per assicurarsi che un adulto fosse presente mentre un giovane sospettato veniva interrogato.
Nel 2005, Warnock è diventato pastore senior della Ebenezer Baptist Church di Atlanta, Georgia, ex congregazione di Martin Luther King Jr.; è la quinta persona (e la più giovane) a servire come pastore anziano di Ebenezer dalla sua fondazione. Warnock ha dichiarato che continuerà a ricoprire l'incarico anche prestando servizio in Senato.
Come pastore, Warnock ha sostenuto la clemenza per Troy Davis, giustiziato nel 2011 per aver ucciso un agente di polizia nonostante prove a sostegno della sua innocenza. Nel marzo 2019, ha ospitato un incontro interreligioso sul cambiamento climatico nella sua chiesa, con Al Gore e William Barber II.

### Attività politica

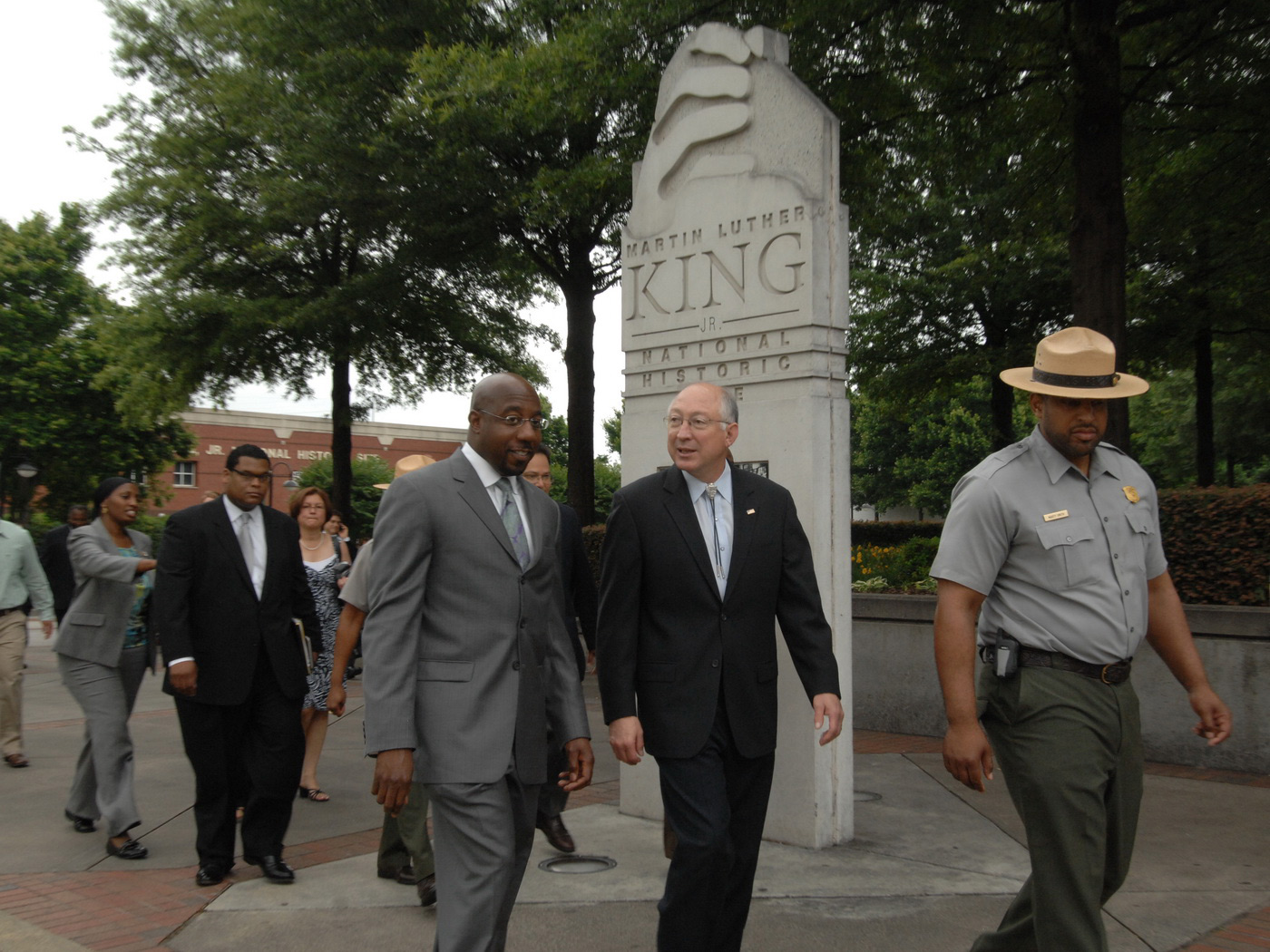
Warnock con il Segretario degli Interni Ken Salazar al Martin Luther King Jr. National Historical Park nel 2009

Warnock è emerso nella politica della Georgia come leader nella campagna per espandere Medicaid nello Stato. Nel marzo 2014, ha guidato un sit-in presso il Georgia State Capitol per fare pressioni sui legislatori statali affinché accettassero l'espansione di Medicaid offerta dal Patient Protection and Affordable Care Act. Lui e altri leader sono stati arrestati durante la protesta. Nel 2015, Warnock prese in considerazione la possibilità di partecipare alle elezioni del 2016 per il seggio del Senato degli Stati Uniti detenuto da Johnny Isakson come membro del Partito Democratico. Ha poi scelto di non partecipare.
Da giugno 2017 a gennaio 2020, Warnock ha presieduto il New Georgia Project, un'organizzazione apartitica incentrata sulla registrazione degli elettori.
Oltre a sostenere l'espansione dell'Affordable Care Act, Warnock ha chiesto l'approvazione del John Lewis Voting Rights Act e l'aumento dei fondi di soccorso per contrastare il COVID-19, è un sostenitore del diritto all'aborto e del matrimonio gay, è invece contrario alla pena di morte e alle armi portate nei luoghi di culto.

#### Senato degli Stati Uniti
Nel gennaio 2020, Warnock ha deciso di candidarsi alle elezioni speciali del 2020 per il seggio del Senato degli Stati Uniti detenuto da Kelly Loeffler, nominata a quel posto dopo le dimissioni di Isakson. La sua candidatura è stata approvata dai senatori democratici Chuck Schumer, Cory Booker, Sherrod Brown, Kirsten Gillibrand, Jeff Merkley, Chris Murphy, Bernie Sanders, Brian Schatz, Elizabeth Warren e dagli ex presidenti Barack Obama e Jimmy Carter. Diversi giocatori dell'Atlanta Dream, una squadra WNBA di cui la Loeffler è comproprietaria, hanno indossato magliette che sostenevano Warnock in risposta ai commenti controversi che la senatrice aveva fatto sul movimento Black Lives Matter.
L'argomento conclusivo della campagna di Warnock si è concentrato sui pagamenti di stimolo da 2.000 dollari che lui e Jon Ossoff, l'altro concorrente democratico in Georgia, avrebbero approvato se avessero vinto le elezioni e dato ai Democratici la maggioranza al Senato.
Ha vinto Warnock, diventando il primo democratico afroamericano a rappresentare un ex stato confederato nel Senato degli Stati Uniti.
Il 6 dicembre 2022 è rieletto senatore battendo al ballottaggio il candidato repubblicano, l'ex giocatore di football Herschel Walker.

## Opere
- The Divided Mind of the Black Church: Theology, Piety, and Public Witness, New York, NYU Press, 2013 ISBN 9780814794463

## Vita privata
Warnock ha sposato Oulèye Ndoye in una cerimonia pubblica il 14 febbraio 2016 dopo aver tenuto una cerimonia privata in gennaio. Hanno due figli. La coppia si è separata nel novembre 2019, il divorzio nel 2020. Secondo un rapporto della polizia, reso pubblico prima delle elezioni del ballottaggio, Ndoye ha accusato Warnock di averle investito un piede con la sua auto mentre cercava di sfuggire a un'accesa discussione sulla visita di parenti.